# The Client List (série télévisée)
Pour les articles homonymes, voir The Client List.
The Client List ou La Liste au Québec et en France est une série télévisée américaine en 25 épisodes de 42 minutes créée par Suzanne Martin (en) et développée par Jordan Budde, inspirée du téléfilm La Double Vie de Samantha (The Client List) diffusé le 19 juillet 2010 sur Lifetime. La série est diffusée entre le 8 avril 2012 et le 16 juin 2013 sur cette même chaîne.
Au Québec, la série est diffusée depuis le 28 janvier 2014 sur Moi & Cie Télé ; et en France, acquise par TF1, depuis le 5 mars 2014 sur NT1 et depuis le 5 mars 2017 sur TMC. En Belgique, depuis le 2 novembre 2014 sur RTL-TVI et sur RTLplay début septembre 2020. Toutefois, elle reste encore inédite dans les autres pays francophones.

## Synopsis
Riley Parks est une mère célibataire qui vit dans une petite ville du Texas. Elle est en proie à des difficultés financières après que son mari s'est enfui du domicile conjugal et l'a laissée seule avec leurs enfants. Riley travaille désormais dans un spa en apparence traditionnel, mais se rend vite compte que le salon offre un peu plus que de simples massages. Tout en aidant à gérer l'entreprise, elle a du mal à équilibrer discrètement ses deux vies : celle d'une mère qui doit être présente pour sa famille et celle d'une femme qui fait des massages très particuliers à sa clientèle…

## Distribution

### Acteurs principaux
- Jennifer Love Hewitt (VF : Sophie Arthuys) : Riley Parks
- Loretta Devine (VF : Martine Irzenski) : Georgia Cummings
- Colin Egglesfield (VF : Raphaël Cohen) : Evan Parks
- Rebecca Field (VF : Anne Massoteau) : Lacely Jean
- Alicia Lagano (VF : Armelle Gallaud) : Selena Ramos
- Cybill Shepherd (VF : Annie Sinigalia) : Linette Montgomery
- Naturi Naughton (VF : Jessica Monceau) : Kendra (saison 1)
- Kathleen York (VF : Caroline Beaune) : Jolene (saison 1)
- Brian Hallisay (VF : Rémi Bichet) : Kyle Parks (saison 2 - récurrent saison 1)
- Laura-Leigh (en) (VF : Kelly Marot) : Nikki Shannon (saison 2)

### Acteurs récurrents
- Tyler Champagne (VF : Noé Koretzki) : Travis Parks
- Cassidy Guetersloh (VF : Issia Lorrain)} : Katie Parks
- Elisabeth Röhm (VF : Anne Dolan) : Taylor Berkhalter
- Greg Grunberg (VF : Pierre Tessier) : Dale Locklin
- Bart Johnson (VF : Serge Biavan) : Beau Berkhalter
- Desi Lydic (VF : Julia Vaidis-Bogard) : Dee Ann (saison 1)
- Lea Coco (VF : Stéphane Fourreau) : Hank (saison 1)
- Jon Prescott (en) (VF : Axel Kiener) : Dr Mark Flemming (saison 1)
- Brian Kerwin (VF : Hervé Bellon) : Garrett Landry (saison 1)
- Adam Tylor (VF : Kylian Trouillard)} : Zack Flemming (saison 1)
- Marco Sanchez (VF : Philippe Bozo) : Graham Sandoval (saison 2)
- Leonard Roberts (VF : Daniel Lobé) : Inspecteur Manny Monroe (saison 2)
- Brian Howe (VF : Patrick Béthune) : le juge Overton (saison 2)
- Tammy Townsend (en) (VF : Géraldine Asselin) : Karina Lake (saison 2)
- Michael Beach (VF : Jean-Paul Pitolin) : Harold Clemens (saison 2)
- Jowharah Jones (VF : Déborah Claude) : Pamela Cole (saison 2)
- Rob Mayes (VF : Anatole de Bodinat) : Derek Malloy (saison 2)
- T. V. Carpio (VF : Anouck Hautbois) : Shelby Prince (saison 2)
- Marco James (VF : Mike Fédée) : Alex Trimble (saison 2)
- Johnathon Schaech (VF : Sylvain Agaësse)} : Greg Carlyle (saison 2)
- Sunny Mabrey (VF : Laëtitia Laburthe)} : Lisa Munsey (saison 2)
- Andrew Borba (VF : Edgar Givry) : L. T. Barnes (saison 2)

- Version française
  - Société de doublage : TVS[7],[8]
  - Direction artistique : Nathalie Régnier[7],[8]
  - Adaptation des dialogues : Catherine Lorans et Laurie Fields[8]

 Source et légende : version française (VF) sur RS Doublage et Doublage Séries Database

## Production

### Développement
À la suite du succès du téléfilm, La Double Vie de Samantha, diffusé le 19 juillet 2010 sur Lifetime, qui a réalisé une audience de 3,9 millions de téléspectateurs et qui a été nommée au Golden Globe pour la prestation de Jennifer Love Hewitt dans la catégorie « Meilleure performance par une actrice dans une minisérie ou un téléfilm », une série télévisée a été adaptée,, dont Jennifer Love Hewitt est également productrice.
Le 1er novembre 2013, Lifetime annule la série. L'arrêt de la série serait dû à un désaccord entre la production et Jennifer Love Hewitt. La grossesse de l'actrice intégrée dans le scénario, Jennifer Love Hewitt souhaitait que Kyle Parks, joué par Brian Hallisay (son mari dans la vie réelle) soit le père de l'enfant alors que la production misait sur Evan Parks, interprété par Colin Egglesfield pour mettre plus de piment dans la série. Ce bras de fer dura quelques mois et la chaîne annula donc finalement la série.

### Casting
Jennifer Love Hewitt et Cybill Shepherd ont repris les rôles principaux, mais pas les mêmes que dans le téléfilm.
Le 21 décembre 2011, Naturi Naughton intègre la distribution pour interpréter le rôle de Kendra, une femme travaillant au spa.
Le 21 janvier 2012, Loretta Devine intègre la distribution dans le rôle de Georgia Cummings, la propriétaire du spa.

### Tournage
Le tournage de la première saison a eu lieu du 17 janvier au 2 mai 2012 à Los Angeles, en Californie.

### Fiche technique
- Titre original : The Client List
- Création : Suzanne Martin (en) et Jordan Budde
- Réalisation : Timothy Busfield
- Scénario : Dawn DeKeyser
- Direction artistique :
- Décors :
- Costumes :
- Photographie :
- Montage :
- Musique :
- Distribution :
- Production : Jennifer Love Hewitt
  - Production exécutive :
- Société de production :
- Société de distribution : Lifetime Network
- Pays d'origine :  États-Unis
- Langue originale : anglais
- Format : couleur - 1,78:1 - son Dolby Digital
- Genre : Dramatique
- Durée : 42 minutes

### Diffusion internationale
En version originale
- États-Unis : depuis le 8 avril 2012 sur Lifetime
  -  Canada : depuis le 2 septembre 2012 sur Lifetime Canada[15].

En version française
  -  Québec : depuis le 28 janvier 2014 sur Moi & Cie Télé
  -  France : depuis le 5 mars 2014 sur NT1

## Épisodes

### Première saison (2012)
La première saison est composée de dix épisodes diffusée entre le 8 avril et le 17 juin 2012 sur Lifetime.
Certains titres d'épisodes peuvent être différents. Les titres français sont indiqués en second le cas échéant
1. Le Rub de Sugar Land / La liste (The Rub of Sugarland)
2. Tourner la page (Turn the Page)
3. Un amour exigeant / Le poids des responsabilités (Tough Love)
4. Un semblant de vérité / Avec ou sans homme (Ring True)
5. Essayer, essayer encore / Têtes à têtes (Try, Try Again)
6. La dure réalité / Au grand jour (The Cold Hard Truth)
7. La Vie de Riley / Secret contre secret (Life of Riley)
8. Se livrer à des jeux / Rodéo amoureux (Games People Play)
9. Les Caprices de la vie / Deux hommes et une femme (Acting Up)
10. Le passé n'est qu'un prologue / Entre deux vies (Past Is Prologue)

### Deuxième saison (2013)
Le 7 mai 2012, la série a été renouvelée pour une deuxième saison de quinze épisodes diffusée depuis le 10 mars 2013 sur Lifetime.
1. Sur tous les fronts (Till I Make it On My Own)
2. Qui trompe qui ? (Who's Cheatin' Who?)
3. Rodéo amoureux (Cowboy Up)
4. La Reine de la pâtisserie (My Main Trial Is Yet to Come)
5. Jeux de séduction (Hell on Heels)
6. Retour sur scène (Unanswered Prayers)
7. Question de survie (I Ain't Broke But I'm Badly Bent)
8. À deux pas du paradis (Heaven's Just a Sin Away)
9. Divorce Express (Save a Horse, Ride a Cowboy)
10. Au bout de l’enquête (What Part of No?)
11. Les Rois du bal (I Miss Back When)
12. Manœuvres audacieuses (When I Say I Do)
13. Le Temps qu'il faudra (Whatever It Takes)
14. L'étau se resserre (What Kind of Fool Do You Think I Am)
15. Partir en fumée (Wild Nights are Calling)

## Univers de la série

### Les personnages

#### Personnages principaux
Riley Parks
Riley est une mère de deux enfants, elle est mariée à Kyle Parks qui va partir en laissant un mot en disant qu'il était parti, Riley est triste et ne veut rien dire aux enfants. En commençant à travailler au salon de massages The Rub, elle remarque que les employées offrent plus que des massages.
Georgia Cummings
C'est la propriétaire du salon de massage, The Rub, à Sugar Land.
Evan Parks
C'est le frère de Kyle et le beau-frère de Riley. Il est secrètement amoureux d'elle.
Lacely Jean
C'est la meilleure amie de Riley depuis l'enfance. Elle a découvert la vérité sur ce que fait Riley et la plupart des autres massothérapeutes.
Kendra
C'est une masseuse qui travaille au salon.
Selena Ramos
C'est une masseuse du salon qui offre souvent des «services supplémentaires» pour ses clients. Selena a également recommandé l'emploi de masseuses à Riley. Elle est jalouse de la relation de Riley et Georgia, qui lui donne des responsabilités supplémentaires à la boutique.
Jolene
C'est une masseuse du salon qui ne donne pas d'«extras».
Kyle Parks
Kyle est le mari de Riley et frère d'Evan. Il a abandonné Riley et ses enfants à cause de ses grosses dettes financières mais surtout à cause d'une maladie. Il reviendra au bout d'un moment dans la série.
Linette Montgomery
C'est la mère de Riley. Elle travaille dans un salon de coiffure et a été mariée plusieurs fois.

#### Personnages récurrents
Travis Parks
C'est le fils de Kyle et Riley.
Katie Parks
C'est la fille de Kyle et Riley.
Dee Ann
C'est une masseuse qui travaillent au salon de coiffure.
Taylor Berkhalter
C'est la nouvelle propriétaire du salon de coiffure où Lynette et Lacey travaillent.
Dale Jean
C'est le mari de Lacey.
Garrett
C'est l'ex-petit ami de Linette.
Beau Berkhalter
C'est le mari de Taylor.
Dr Mark Flemming
C'est un père célibataire veuf, son fils Zack fréquente la même école que les enfants de Riley et il a failli être en couple avec Riley mais Riley ne veut pas être avec lui.

## Accueil

### Audiences

#### Aux États-Unis
Lors de sa première diffusion, le pilote a réalisé une audience de 2,79 millions de téléspectateurs.
La première saison a obtenu une moyenne de 2,73 millions de téléspectateurs.[réf. souhaitée]

#### En France
Malgré une rude concurrence le jour du lancement de la diffusion de la série, elle réalise de très belles performances notamment sur les ménagères de moins de 50 ans, cible prioritaire des annonceurs. Cependant, dès la deuxième semaine de diffusion, la série accuse une importante érosion de son audience, notamment sur les ménagères de moins de 50 ans, le public cible se retrouvant diminué de moitié en une semaine.
| Épisodes        | Date diffusion | Téléspectateurs | Parts de marché globale - Ménagères |
| --------------- | -------------- | --------------- | ----------------------------------- |
| S1 - Épisode 1  | 5 mars 2014    | 720 000         | 2,7 % - 5,9 %                       |
| S1 - Épisode 2  | 5 mars 2014    | 712 000         | 2,9 % - 6,6 %                       |
| S1 - Épisode 3  | 5 mars 2014    | 729 000         | 4,0 % - 8,1 %                       |
| S1 - Épisode 4  | 5 mars 2014    | 666 000         | 6,3 % - 11,2 %                      |
| S1 - Épisode 5  | 12 mars 2014   | 390 000         | 1,5 % - 3,3 %                       |
| S1 - Épisode 6  | 12 mars 2014   | 411 000         | ? - 3,9 %                           |
| S1 - Épisode 7  | 12 mars 2014   | 369 000         | ? - 4,5 %                           |
| S1 - Épisode 8  | 19 mars 2014   | 490 000         | 1,9 % - 3,9 %                       |
| S1 - Épisode 9  | 19 mars 2014   | 510 000         | 2,1 % - 4,5 %                       |
| S1 - Épisode 10 | 19 mars 2014   | 467 000         | 2,8 % - 5,5 %                       |
| S2 - Épisode 1  | 26 mars 2014   | 443 000         | 1,7 % - 3,3 %                       |
| S2 - Épisode 2  | 26 mars 2014   | 470 000         | 2,0 % - 3,7 %                       |
| S2 - Épisode 3  | 26 mars 2014   | 410 000         | 2,4 % - 4,8 %                       |
| S2 - Épisode 4  | 2 avril 2014   | 415 000         | 1,6 % - ?                           |
| S2 - Épisode 5  | 2 avril 2014   | 470 000         | 2,0 % - ?                           |
| S2 - Épisode 6  | 2 avril 2014   | 415 000         | 2,4 % - ?                           |
| S2 - Épisode 7  | 2 avril 2014   | 300 000         | 2,9 % - ?                           |
| S2 - Épisode 8  | 9 avril 2014   | 397 000         | 1,6 % - ?                           |
| S2 - Épisode 9  | 9 avril 2014   |                 |                                     |
| S2 - Épisode 10 | 9 avril 2014   |                 |                                     |
| S2 - Épisode 11 | 9 avril 2014   |                 |                                     |
| S2 - Épisode 12 | 16 avril 2014  | 434 000         | 1,8 % - 5,7 %                       |
| S2 - Épisode 13 | 16 avril 2014  | 470 000         | 2,1 % - 5,7 %                       |
| S2 - Épisode 14 | 16 avril 2014  | 470 000         | 2,7 % - 5,7 %                       |
| S2 - Épisode 15 | 16 avril 2014  | 450 000         | 4,3 % - 5,7 %                       |
| Moyenne         |                | 450 000         | ? - 5,4 %                           |